# Jöns Jönsson

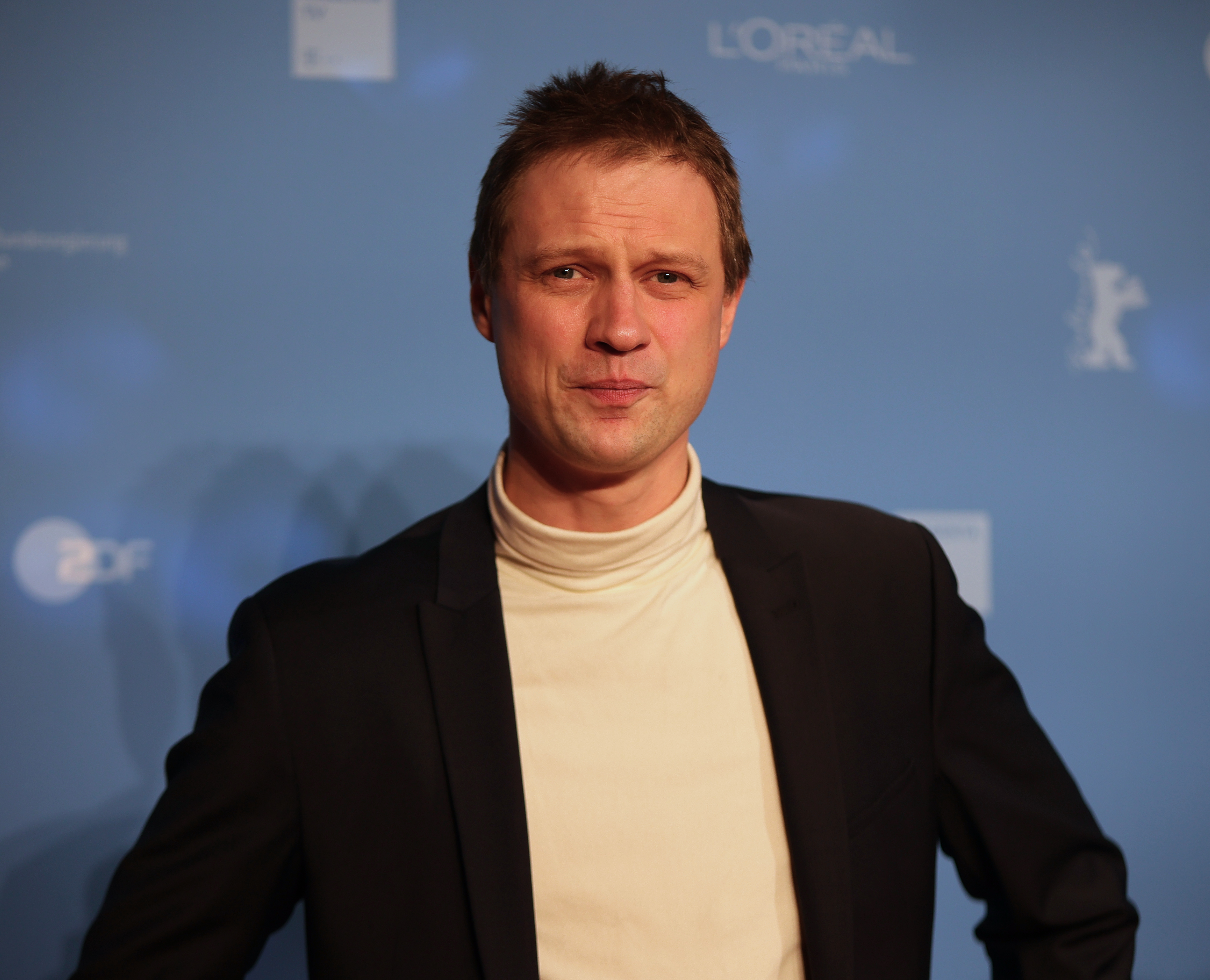
Jöns Jönsson (2022)

Jöns Jönsson (* 19. Dezember 1981 in Stockholm) ist ein schwedischer Filmregisseur und Drehbuchautor.

## Leben
Die Familie des gebürtigen Stockholmers Jöns Jönsson brach Ende der 1980er-Jahre auseinander. Sein Vater ist der Jazzmusiker Bengt Berger, sein älterer Bruder der Schauspieler Simon J. Berger. Er lebte zeitweise in Italien, bevor er nach Schweden zurückkehrte und an der Universität Lund das Fach Kulturwissenschaften studierte. Im Jahr 2004 zog er nach Berlin.
Ab 2006 studierte Jönsson Regie an der Hochschule für Film und Fernsehen Potsdam-Babelsberg (HFF). Auch schrieb und inszenierte er Theaterstücke.
Jönsson lebt in Berlin.

## Wirken

### Erste Kurzfilmarbeiten
Während seines Studiums entstanden erste Kurzfilmarbeiten im Dokumentar- und Spielfilmbereich. Für den 23-minütigen Spielfilm Das Meer über ein schwedisches Paar in den 60ern (dargestellt von Lennart Jähkel und Ann Petrén), das eine Geburtstagsfeier besucht, erhielt Jönsson eine Einladung in den Wettbewerb um den Goldenen Bären der Berlinale 2009. Auch wurde das Werk beim Filmfestival von Timișoara als bester Kurzfilm ausgezeichnet.
Im selben Jahr war Jönssons 26-minütiger Dokumentar-Kurzfilm Die Trennung (2009) Bestandteil des Episodenfilms Mein 89, in dem internationale HFF-Studenten davon berichten, was sie am Tag des Mauerfalls 1989 in ihrem jeweiligen Heimatland erlebt haben. In seinem Beitrag thematisiert er das Auseinanderbrechen seiner Familie Ende der 1980er-Jahre. 20 Jahre später erkundet er mit der Kamera zu Hause in Schweden die Gründe dafür. Meine 89 wurde im Jahr seiner Veröffentlichung in das Programm des Filmfestivals Cottbus aufgenommen.

### Erfolge mit Spielfilmen
Den Durchbruch als Filmemacher ebnete Jönsson sein Spielfilmdebüt Lamento (2014), das gleichzeitig sein Diplom-Abschlussfilm an der HFF war. Das Drama um eine Schwedin (dargestellt von Gunilla Röör), die mit dem Suizid ihrer erwachsenen Tochter konfrontiert wird, brachte ihm noch vor der Kinopremiere den deutschen Nachwuchspreis First Steps für den besten abendfüllenden Spielfilm ein. Auch erhielt Lamento eine Einladung zur Berlinale 2014. Die deutsche Fachkritik zog wiederholt Vergleiche zu den Werken Ingmar Bergmans und der film-dienst pries Jönssons Debütfilm als „erstaunlich reifes Drama“, das von der Bildsprache der Berliner Schule beeinflusst sei.
Nach dem Erfolg von Lamento legte Jönsson acht Jahre später seinen zweiten Spielfilm Axiom (2022) vor. Das Drama handelt von einem beliebten jungen Museumswärter (dargestellt von Moritz von Treuenfels), dessen adelige Abstimmung auf einem Segeltörn mit Arbeitskollegen in Frage gestellt wird. Zu seiner Premiere erhielt Axiom eine Einladung in die Wettbewerbssektion Encounters der Berlinale 2022. In der Zwischenzeit hatte Jönsson in den Jahren 2016 und 2017 („Script Station“) das Talentförderprogramm Berlinale Talents besucht.

## Filmografie
- 2007: Der Stein hat ein Gedächtnis (Dokumentar-Kurzfilm)
- 2009: Das Meer (Havet, Kurzfilm)
- 2009: Die Trennung (Dokumentar-Kurzfilm)
- 2009: Grand Ayatollah Bajat Sandschani (Dokumentar-Kurzfilm)
- 2011: Wertingen (Kurzfilm)
- 2014: Lamento
- 2022: Axiom

## Auszeichnungen
- 2009: Internationales Filmfestival von Timișoara – Bester Kurzfilm (Das Meer)
- 2013: First Steps Award – Bester abendfüllender Spielfilm (Lamento)